# Tritteling-Redlach
Tritteling-Redlach est une commune française située dans le département de la Moselle en région Grand Est.

## Géographie
Composée des villages de Tritteling et Redlach, la commune fait partie du bassin de vie de la Moselle-Est.

### Communes limitrophes
| Bambiderstroff |                    |            |
| Créhange       | Tretteling-Redlach | Laudrefang |
| Faulquemont    |                    | Pontpierre |

### Hydrographie
La commune est située dans le bassin versant du Rhin au sein du bassin Rhin-Meuse. Elle n'est drainée par aucun cours d'eau.

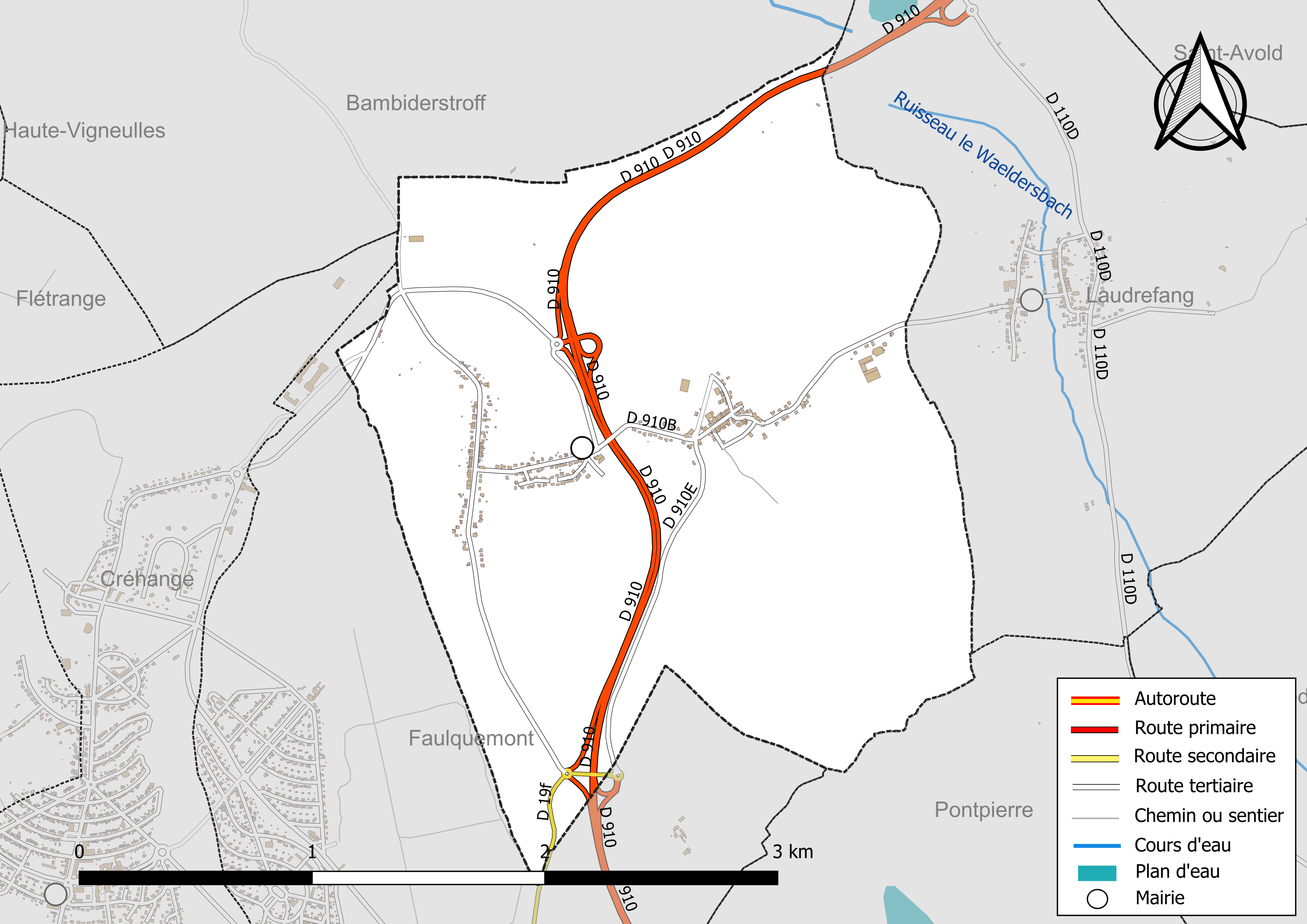
Réseaux hydrographique et routier de Tritteling-Redlach.

### Climat
Pour des articles plus généraux, voir Climat du Grand Est et Climat de la Moselle.
En 2010, le climat de la commune est de type climat de montagne, selon une étude du Centre national de la recherche scientifique s'appuyant sur une série de données couvrant la période 1971-2000. En 2020, Météo-France publie une typologie des climats de la France métropolitaine dans laquelle la commune est exposée à un climat semi-continental et est dans la région climatique  Lorraine, plateau de Langres, Morvan, caractérisée par un hiver rude (1,5 °C), des vents modérés et des brouillards fréquents en automne et hiver. 
Pour la période 1971-2000, la température annuelle moyenne est de 9,1 °C, avec une amplitude thermique annuelle de 16,8 °C. Le cumul annuel moyen de précipitations est de 919 mm, avec 12,6 jours de précipitations en janvier et 9,9 jours en juillet. Pour la période 1991-2020, la température moyenne annuelle observée sur la station météorologique de Météo-France la plus proche, « Lesse_sapc », sur la commune de Lesse à 15 km à vol d'oiseau, est de 10,7 °C et le cumul annuel moyen de précipitations est de 694,0 mm. 
La température maximale relevée sur cette station est de 40 °C, atteinte le 25 juillet 2019 ; la température minimale est de −20,7 °C, atteinte le 20 décembre 2009,,. 
Les paramètres climatiques de la commune ont été estimés pour le milieu du siècle (2041-2070) selon différents scénarios d'émission de gaz à effet de serre à partir des nouvelles projections climatiques de référence DRIAS-2020. Ils sont consultables sur un site dédié publié par Météo-France en novembre 2022.

## Urbanisme

### Typologie
Au 1er janvier 2024, Tritteling-Redlach est catégorisée commune rurale à habitat dispersé, selon la nouvelle grille communale de densité à sept niveaux définie par l'Insee en 2022.
Elle appartient à l'unité urbaine de Faulquemont, une agglomération intra-départementale regroupant quatre  communes, dont elle est une commune de la banlieue,,. Par ailleurs la commune fait partie de l'aire d'attraction de Saint-Avold (partie française), dont elle est une commune de la couronne,. Cette aire, qui regroupe 28 communes, est catégorisée dans les aires de moins de 50 000 habitants,.

### Occupation des sols
L'occupation des sols de la commune, telle qu'elle ressort de la base de données européenne d’occupation biophysique des sols Corine Land Cover (CLC), est marquée par l'importance des territoires agricoles (89 % en 2018), une proportion identique à celle de 1990 (89 %). La répartition détaillée en 2018 est la suivante : 
terres arables (88,7 %), zones urbanisées (8,2 %), forêts (1,5 %), zones industrielles ou commerciales et réseaux de communication (1,3 %), zones agricoles hétérogènes (0,3 %). L'évolution de l’occupation des sols de la commune et de ses infrastructures peut être observée sur les différentes représentations cartographiques du territoire : la carte de Cassini (XVIIIe siècle), la carte d'état-major (1820-1866) et les cartes ou photos aériennes de l'IGN pour la période actuelle (1950 à aujourd'hui).

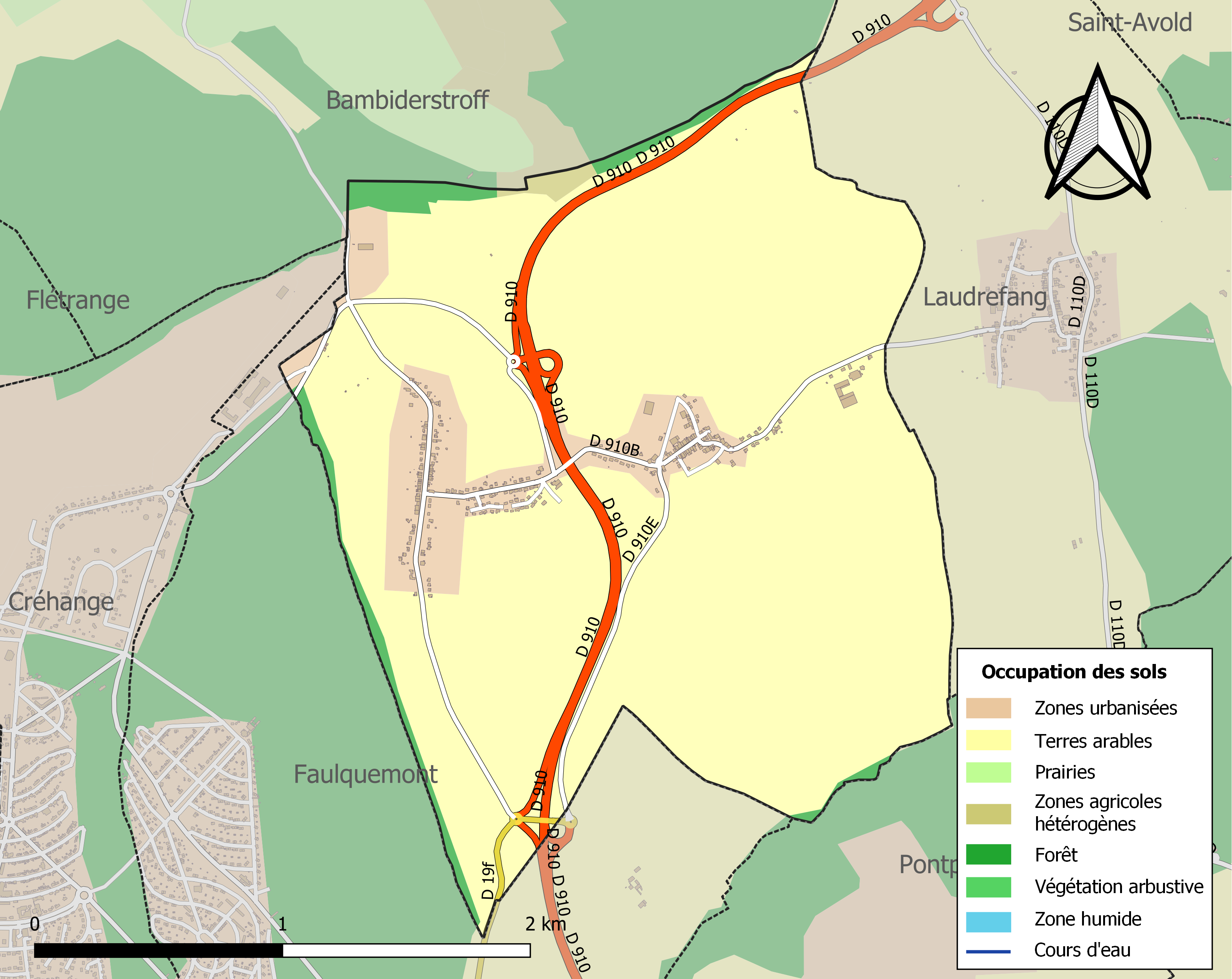
Carte des infrastructures et de l'occupation des sols de la commune en 2018 (CLC).

## Toponymie
- Tritteling : d'un nom de personne germanique Thrudhari, suivi du suffixe -ingen[14], puis -ing. 
  - Anciennes mentions : Wrentilinga (XIe siècle), Druteringa (1121), Truderinga (1180), Drutheringa (1210), Trudelinga (1267), Trithinguene (1361), Drutelinga (1544), Trutelingen et Trettelingen (1563), Druttelingen (1594), Trittling (1779), Tritteling (1793), Trittelingen (1871-1918), Trittlingen (1940-1944), Tritteling-Redlach (1999). En francique lorrain : Trittelingen.
- Redlach : Rodlach (XVIIe siècle), Redelach ou Redlach (1779), Redlack (1793). En francique lorrain : Redloch et Rédlach.

## Histoire
Le finage dépendait de l'ancienne province de Lorraine, dans le marquisat de Faulquemont.
La commune de Redlach a été rattachée en 1818 à Tritteling, elle était précédemment rattachée à Flétrange depuis 1810.
Avant le décret du 21 décembre 1999, la commune s'appelait Tritteling.

## Politique et administration
| Période   | Période  | Identité    | Étiquette | Qualité |
| --------- | -------- | ----------- | --------- | ------- |
| mars 1995 | En cours | Jean Marini |           |         |

## Démographie
L'évolution du nombre d'habitants est connue à travers les recensements de la population effectués dans la commune depuis 1793. Pour les communes de moins de 10 000 habitants, une enquête de recensement portant sur toute la population est réalisée tous les cinq ans, les populations de référence des années intermédiaires étant quant à elles estimées par interpolation ou extrapolation. Pour la commune, le premier recensement exhaustif entrant dans le cadre du nouveau dispositif a été réalisé en 2006.

En 2022, la commune comptait 513 habitants, en évolution de −4,11 % par rapport à 2016 (Moselle : +0,52 %, France hors Mayotte : +2,11 %).
| 1793 | 1800 | 1806 | 1821 | 1836 | 1841 | 1861 | 1866 | 1871 |
| ---- | ---- | ---- | ---- | ---- | ---- | ---- | ---- | ---- |
| 157  | 135  | 138  | 619  | 768  | 416  | 360  | 358  | 337  |

| 1875 | 1880 | 1885 | 1890 | 1895 | 1900 | 1905 | 1910 | 1921 |
| ---- | ---- | ---- | ---- | ---- | ---- | ---- | ---- | ---- |
| 301  | 294  | 276  | 283  | 292  | 272  | 262  | 238  | 225  |

| 1926 | 1931 | 1936 | 1946 | 1954 | 1962 | 1968 | 1975 | 1982 |
| ---- | ---- | ---- | ---- | ---- | ---- | ---- | ---- | ---- |
| 212  | 209  | 217  | 193  | 206  | 247  | 241  | 283  | 413  |

| 1990 | 1999 | 2006 | 2011 | 2016 | 2021 | 2022 | - | - |
| ---- | ---- | ---- | ---- | ---- | ---- | ---- | - | - |
| 440  | 401  | 472  | 523  | 535  | 520  | 513  | - | - |

## Culture locale et patrimoine

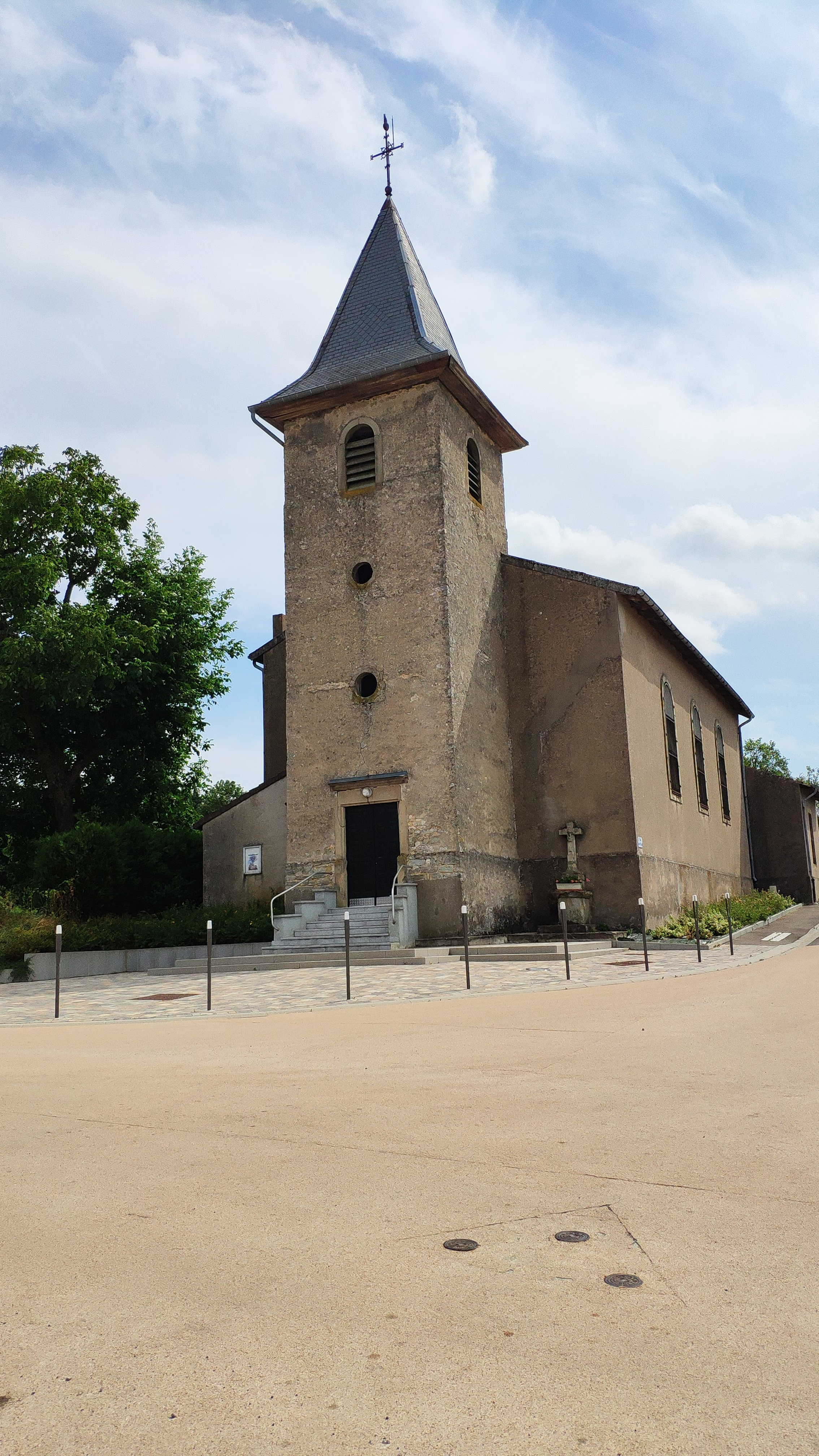
Église Sainte-Anne à Redlach.

### Lieux et monuments
- Église Saint-Martin à Tritteling 1728, remaniée 1852 : chaire XVIIe siècle
- Église Sainte-Anne à Redlach.

### Personnalités liées à la commune
- Wolf Ismert, maire de Tritteling en 1628.
- Thomas Didier, échevin d'église à Redlach en 1683[19].
- Camille Cellier (1957-), inventeur du Rotofil sans fil.